# 華潤電力控股
華潤電力控股有限公司（港交所：836），簡稱華潤電力、潤電，是一家在香港交易所上市的公共事業公司。主要業務是在中國北京、河北、河南、遼寧、山東、江蘇、浙江、安徽、湖北、湖南、廣東、雲南等省份投資、開發、擁有和經營大型燃煤發電廠。

## 歷史
华润电力2001年8月27日在香港註冊成立，法定股本100亿港币。
2003年11月12日在香港交易所上市，當時招股定價為每股2.8港元。
截止2024年6月30日，集團運營裝機容量80314兆瓦，運營權益裝機容量62758兆瓦，其中火力發電運營權益裝機容量為38096兆瓦，佔比60.7%；風電、光伏及水電運營權益裝機容量合共達24662兆瓦，佔比39.3%。
華潤電力將會在2009年6月8日，被納入為恆生指數成份股（紅籌股），取代被剔出的裕元工業，恆指成份股數目維持在42隻。恆生指數公司的季度調整落實後，華潤電力將佔恆生指數比重0.54%，是第四隻公用股。
2009年6月由华润电力与山西联盛集团共同出资设立的有限责任公司山西华润联盛能源投资有限公司，注册资本为38亿元，旗下拥有山西兴县、中阳县、临县、石楼县、柳林县、交口县六家分公司，主营业务为煤业、煤化工、水泥等，2010年，企业煤炭年产能将达1350余万吨，2015年，企业煤炭终端产能将超过5000万吨。
邢利斌持股42%。
太原華潤為華潤電力控股聯營公司，旗下山西華潤聯盛擁有49%股份、中信信託持31%股份、金業集團持20%股份。
2011年3月，華潤電力旗下華潤煤業，斥資6.69億美元收購亞美香港。亞美大陸最主要資產是負責山西省晉城潘莊區塊煤層氣項目的「亞美大寧」。晉城市政府1999年赴美國招商投資有關項目，獲美資CBM能源集團設立離岸公司亞美大陸，再加入多家美國能源基金，之後泰國萬浦入股亞美大陸。亞美大陸〇七年在港注冊成立亞美大陸(香港)，將所持亞美大寧56%股權注入。
2013年3月6日華潤電力以3.84億元(人民幣，下同)(約4.78億港元)出售山西亞美大寧能源5%股權。
2013年5月10日華潤電力斥資42.868億港元向大股東華潤集團收購電風電資產英飛有限公司全部已發行股本。
2013年5月10日提出華潤電力與華潤燃氣以換股方式，每100股華潤燃氣股份可換取97股華潤電力股份，按停牌前收市價計，即每股華潤燃氣收購價為24.64元，合併後華潤燃氣將成為華潤電力全資附屬公司，並會撤銷上市地位，合併成華潤能源控股有限公司(China Resources Energy Holdings Ltd)。當時華潤集團分別持有華潤電力及華潤燃氣64％及63.95％股權。股權架構方面，華潤燃氣小股東將持有日後的華潤能源11.2%股權，華潤電力小股東持股比例會由36.45%攤薄至25.11%，華潤集團及一致行動人士持股比例，由63.55%微升至63.69%。
華潤電力以換股方式合併華潤燃氣的建議，2013年7月22日遭潤電獨立股東以大比數否決，1年內更不可重提併購建議。
2014年8月26日，華潤電力公布，行政總裁王玉軍因被江蘇省檢察機關立案調查，故暫停他擔任相關職責，由主席周俊卿兼任。

## 相關
- 華潤集團
- 華潤大廈
- 中國華潤大廈